# 刘大群 (河北)
刘大群（1958年—），河北灵寿人，汉族，中华人民共和国政治人物、第十二届全国人民代表大会河北地区代表。
毕业于美国明尼苏达大学，加入中国共产党，2013年2月任中共河北省委农工部部长。曾担任河北省邢台市市长、河北农业大学校长。2008年，当选全国人大代表。2013年，再选为全国人大代表。